# Willem V van Oranje-Nassau

Standaard van Willem V zoals deze is gebruikt op de auto waarmee in 1958 zijn lichaam naar Delft is vervoerd

Willem V, zichzelf noemend Willem Batavus ('s-Gravenhage, 8 maart 1748 – Brunswijk, 9 april 1806), prins van Oranje, vorst van Nassau, was de laatste erfstadhouder van de Republiek der Verenigde Nederlanden (1751-1795).
Van Willem V wordt gezegd dat hij een zeer goed geheugen had, filosofisch van aard en goed van karakter was, echter ook besluiteloos, legalistisch en detaillistisch. Hij was niet bereid het oligarchische regeringssysteem te hervormen en kwam daardoor steeds meer onder vuur te liggen. Hij raakte tijdens de patriottentijd diep in de problemen door zijn halsstarrigheid. Hij raakte diverse functies kwijt en trok zich terug naar Nijmegen. In september 1787 kwam hij terug naar Den Haag, dankzij de steun van een Pruisisch leger. In februari 1793 verklaarde het revolutionaire bewind in Parijs hem de oorlog. In januari 1795 ging hij in ballingschap in Londen, waarna de Bataafse Republiek werd uitgeroepen. Willem beval de koloniale bestuurders in Oost-Indië zich over te geven aan de Britten. In 1801 deed hij afstand van al zijn rechten als erfstadhouder. Zijn vroegere medestanders liet hij weten dat zij weer bestuursfuncties mochten bekleden.

## Jeugd en opleiding
Willem werd geboren in 's-Gravenhage als zoon van erfstadhouder Willem IV en Anna van Hannover. Willem was drie jaar oud toen zijn vader overleed. Hij werd opgevoed door zijn moeder en Douwe Sirtema van Grovestins en vanaf 1759 door zijn voogd, de hertog van Brunswijk.
De prins liep mank en miste waarschijnlijk twee voortanden, nadat hij in zijn jeugd van zijn paard was gevallen. Het gevolg was een pruillip. In 1754 ontstond onenigheid over het jaar waarin hij meerderjarig verklaard zou worden. In 1763 werd hij ernstig ziek, men vreesde voor zijn positie als opvolger. Het was zaak een geschikte huwelijkskandidaat te zoeken. De prins had zijn oog laten vallen op zijn nicht Caroline Mathilde van Wales, maar zij werd uitgehuwelijkt aan een Deense prins. Frederik V van Denemarken beval zijn dochters aan en Frederik de Grote bracht enkele van zijn nichten onder de aandacht.

## Stadhouder
Op 8 maart 1766, meerderjarig verklaard, trad hij aan als erfstadhouder. Van elke provincie had hij hiervoor een aparte aanstelling gekregen. De tien jaar oude Mozart, die zich op dat moment nog in Holland bevond vanwege de rondreis met zijn vader langs Europese hoven, was uitgenodigd en componeerde speciaal ter gelegenheid van de festiviteiten een quodlibet met de titel Galimathias musicum (KV 32), dat op 11 maart werd uitgevoerd. (zie ook: Grand tour van de Mozarts door Europa). Willem werd door de Staten-Generaal benoemd tot admiraal-generaal van de vloot en kapitein-generaal van het leger. Achter de schermen was het echter zijn voormalige voogd, Lodewijk Ernst van Brunswijk-Wolfenbüttel, die aan de touwtjes bleef trekken. Dit was geregeld in de Akte van Consulentschap.
Het was ook de "dikke hertog" die een huwelijk regelde voor de jonge stadhouder. Op 4 oktober 1767 huwde de prins in Berlijn Wilhelmina van Pruisen (1751-1820), een nicht van Frederik de Grote, die in 1768 de stadhouderlijke familie bezocht op Het Loo.

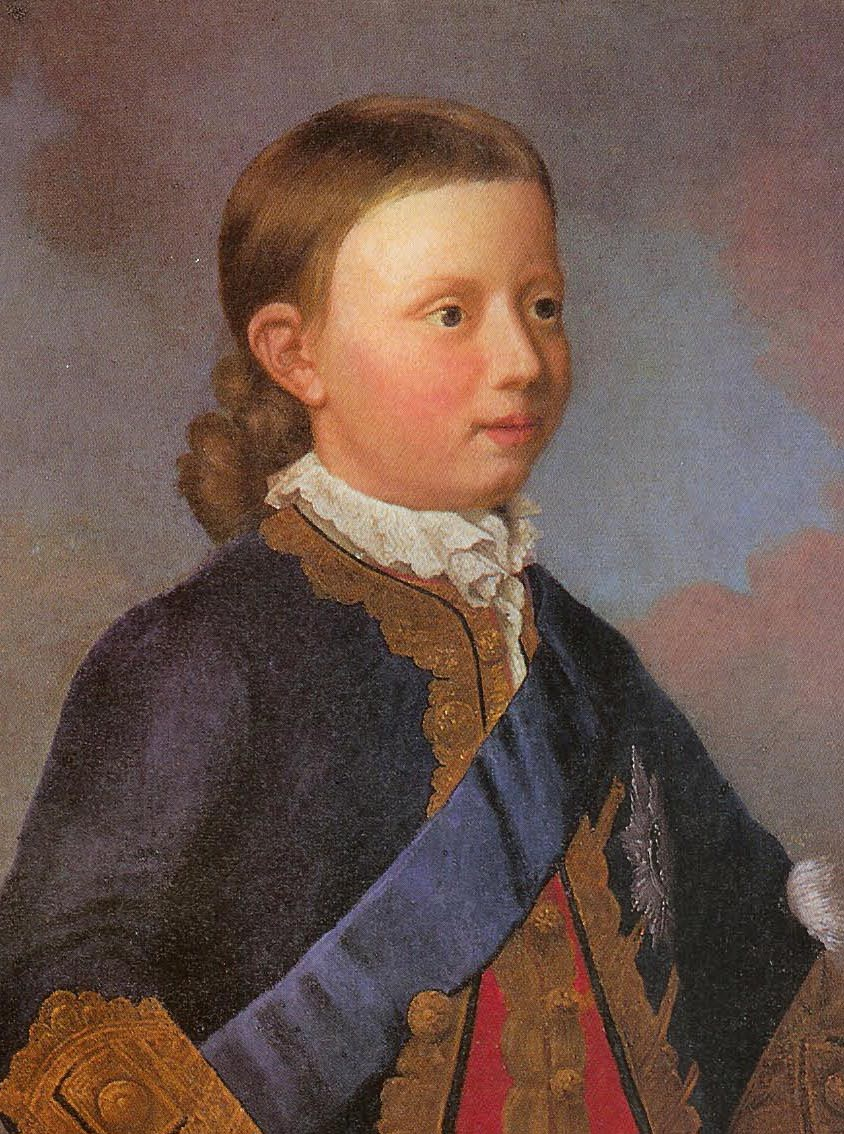
Willem V als kind

Willem V begon met voorstellen tot verkleining van de vroedschappen in de Friese steden Stavoren (1768), Workum (1772) en Bolsward (1773). De stadhouder beschikte over goede contacten ("premiers") in Friesland, onderdeel van het stadhouderlijk stelsel. Ook in Gelderland en Overijssel hadden kleine steden moeite om hun vroedschapszetels op te vullen en waren aanpassingen noodzakelijk; Zwolle telde bijvoorbeeld zestien burgemeesters. De voorstellen tot hervorming, die willekeurig kunnen worden genoemd, omdat hij niet overal over dezelfde bevoegdheden en invloed beschikte, werden hem niet in dank afgenomen. Het probleem van de opvulling van vroedschapszetels speelde bovendien in steden met een aanzienlijke katholieke bevolking, zoals Haarlem, Arnhem, Nijmegen, Oldenzaal, 's-Hertogenbosch, etc. Nog voor de patriottentijd in Bolsward, toen een stadje met 2600 inwoners, maar met een aanzienlijke katholieke bevolking (30%), ontstond in 1778 protest, waarop de stadhouder besloot het voorstel te laten rusten.
In 1774 werd de Galerij Prins Willem V voor het publiek geopend. Josina van Boetzelaer en haar leermeester Francesco Pasquale Ricci componeerden diverse werken voor het hoforkest. Op het Haagse Binnenhof werd tegenover het oorspronkelijke stadhouderlijk paleis (waarvan de Mauritstoren en aanpalende vertrekken als deel van het huidige gebouw van de Eerste Kamer der Staten-Generaal bewaard zijn gebleven) in 1777 naar ontwerp van Friedrich Ludwig Gunckel voor Willem V een nieuw, representatief onderdeel van zijn paleis gebouwd.

### Patriottentijd

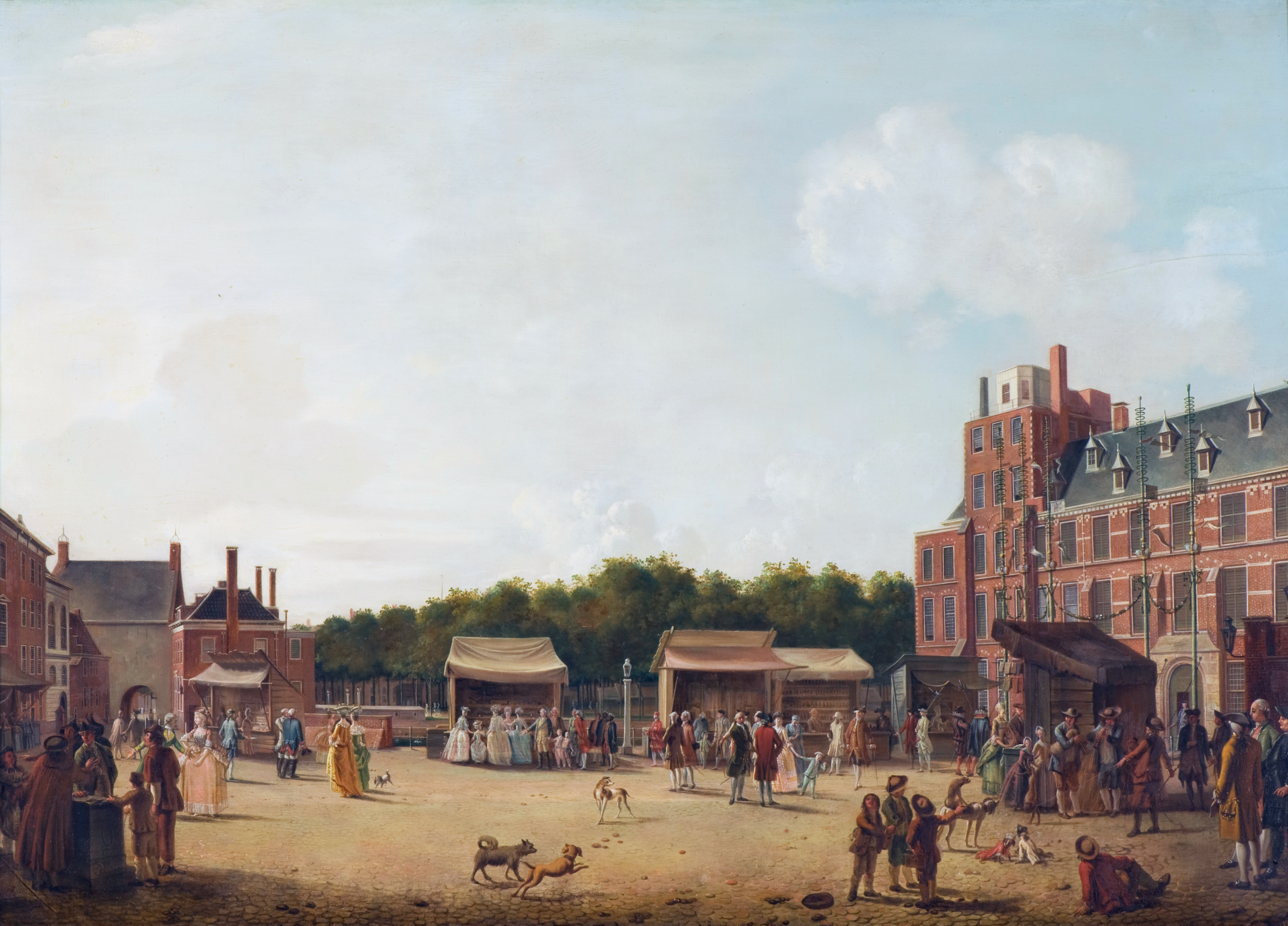
Hendrik Pothoven: Kermis op het Buitenhof, 1781
Links de Gevangenpoort, rechts het Binnenhof. In het midden staat prins Willem V met zijn gezin, met twee zwarte bedienden.

In september 1781 – de Republiek was sinds december 1780 in oorlog met de Engelsen, vanwege de wens tot vrijhandel en vanwege wapensmokkel naar de opstandige Verenigde Staten – kwam er steeds meer kritiek op het functioneren van Willem V. Het pamflet “Aan het Volk van Nederland”, waarin een aantal zaken op een rijtje was gezet die moesten aantonen dat de malaise aan de stadhouder te wijten was, vond – hoe gechargeerd ook – gretig aftrek. Willem V werd beschuldigd van heulen met de vijand: zijn volle neef George III, de koning van Engeland. Bovendien speelde de affaire met freule Constantia van Lynden hem parten. De Vierde Engels-Nederlandse Oorlog verliep door eerdere verwaarlozing van de vloot desastreus, op de Slag bij de Doggersbank na en al in 1783 is een Vrede van Parijs (1783) gesloten. Toen in 1784 bekend werd dat Lodewijk Ernst de stadhouder in het geheim adviseerde, zonder voor de gevolgen verantwoordelijk te kunnen worden gesteld, is die zaak door de patriotten in pamfletten uitgebuit. De gehate hertog werd de Republiek uitgezet. De in het slop geraakte economie werd bedreigd, toen keizer Jozef II, die ook heer van de Oostenrijkse Nederlanden was, opening van de Schelde eiste. De Keteloorlog die daarop volgde was aanleiding voor de patriotten tot het oprichten van nog meer exercitiegenootschappen. Daardoor zou de invloed van Willem V op de benoeming van buitenlandse officieren in het Staatse leger afnemen.
De patriotten stelden bij monde van Pieter Paulus inmiddels voor een raad in te stellen waarin ook zijn vrouw, die hem al sinds 1776 inzake politieke kwesties terzijde stond, zitting zou hebben. De besluiteloze prins liet niets van zich horen en voerde een beleid dat uitging van handhaving van de oude, gevestigde posities. In maart 1785 deed Willem Gerrit Dedel, raad bij de Admiraliteit van Amsterdam, een voorstel het recommendatierecht van de stadhouder af te schaffen. Bijna was er een akkoord bereikt, maar niet lang daarna sloeg de stemming om en volgens Willem Bilderdijk ontstond een breuk tussen de aristocraten en de democraten. Quint Ondaatje en Von Liebeherr reisden diverse malen naar Den Haag om in contact te komen met de stadhouder. Begin september 1785, enkele dagen nadat het dragen van oranje verboden was, verloor Willem V zijn militaire positie in 's Gravenhage. De stadhouder raakte in een steeds zwaardere crisis en dronk veel wijn. Het liefst had hij afstand gedaan en zich teruggetrokken op een van zijn Duitse bezittingen. Hij schreef: "Ik wenschte dat ik dood waere, dat mijn vader nimmer stadhouder was geworden. Ik voel ik ben daertoe niet bekwaem. 't Hooft loopt mij om."

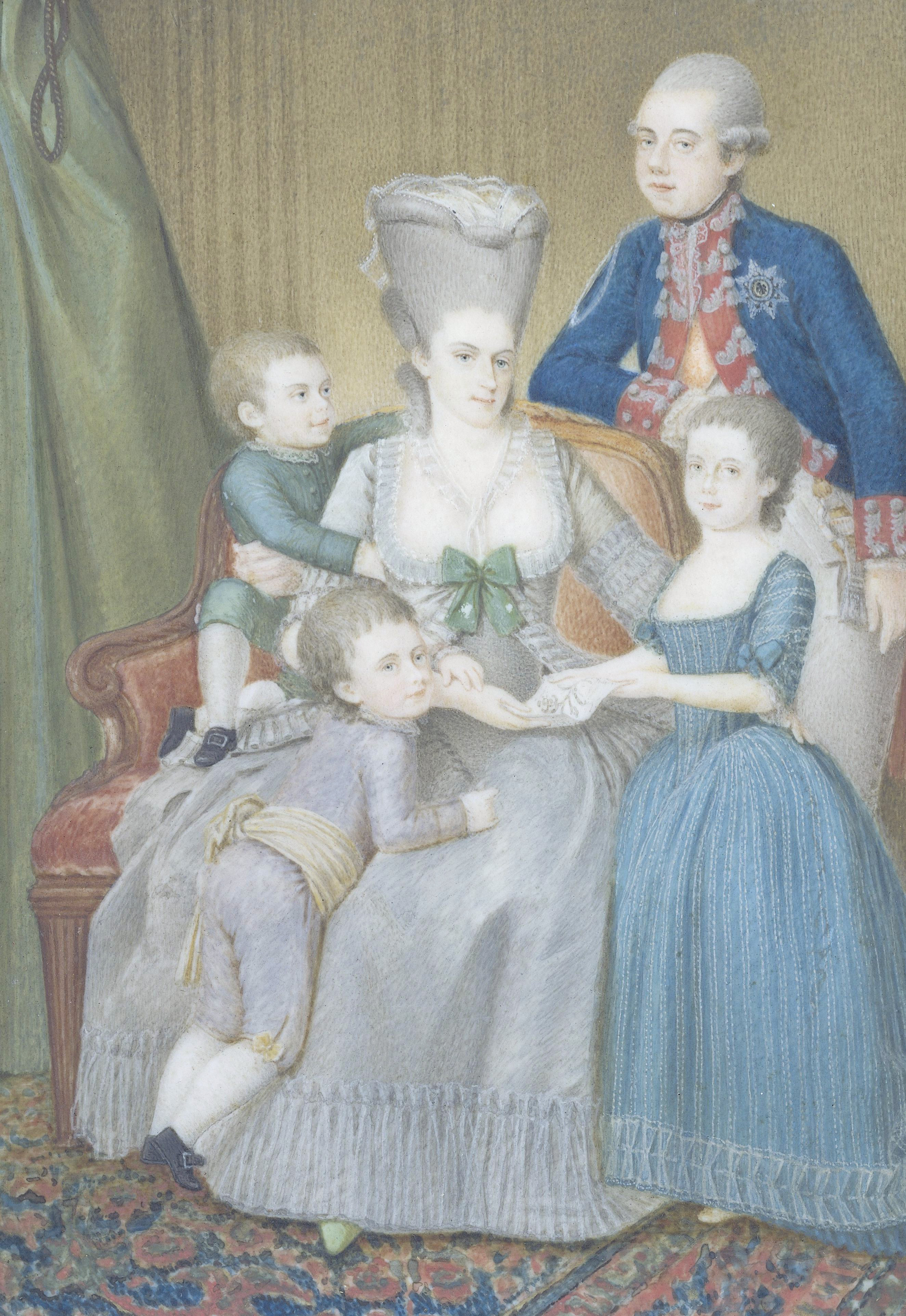
Willem met zijn vrouw en kinderen

Twee weken later reisde Willem V af naar Friesland, zijn vrouw en kinderen achterna, die al waren vertrokken om aanwezig te zijn bij het tweehonderdjarig bestaan van de Universiteit van Franeker. Onder de Friese regenten en aristocraten was de stemming omgeslagen, velen kozen nu voor de stadhouder om het land van de ondergang te redden: in oktober werd besloten de regeringsreglementen in Friesland aan te scherpen, maar de stadsregering zou voortaan bestaan uit magistraat én vroedschap. Via Groningen trok de stadhouder naar het jachtverblijf Het Loo bij Apeldoorn.

### Escalatie
De Amsterdamse burgemeester Joachim Rendorp legde op 1 februari 1786 de Staten van Holland een plan voor waarmee de terugkeer van de prins naar Den Haag weer mogelijk zou worden, maar het plan leed schipbreuk. De patriotten in de stad Utrecht gingen nu op 2 augustus 1786 over tot het zelf op democratische wijze benoemen van nieuwe vroedschapsleden, dat wil zeggen dan maar zonder de goedkeuring van de stadhouder. De prinsgezinde statenleden verlegden daarop de vergaderingen naar Amersfoort. Daarmee waren de Provinciale Staten van Utrecht opgedeeld. Op 27 augustus 1786 besloten de Staten van Holland met een krappe meerderheid (negen tegen tien stemmen) de prins definitief het commando over het Haags garnizoen te ontnemen. Begin september 1786 werd een poging gedaan om de patriotten een halt toe te roepen, want er dreigde een burgeroorlog te ontstaan. Hattem en Elburg, waar de 24-jarige Herman Willem Daendels het exercitiegenootschap aanvoerde en zijn benoeming in de vroedschap opeiste, werden enige dagen bezet door stadhouderlijke troepen. Enkele weken later werd het aan de exercitiegenootschappen en de vrijkorpsen in Gelderland en Friesland verboden petities in te dienen en elkaar steun te bieden. In november 1786 verhuisde de stadhouderlijke familie van Apeldoorn naar Nijmegen, om in geval van lijfelijke bedreiging over de grens naar Pruisisch Kleef te kunnen vluchten. Op 12 april 1787 reisde Abraham Calkoen voor geheime onderhandelingen naar Nijmegen. De pensionarissen van Dordrecht, Haarlem en Amsterdam stonden erop dat de burgemeesters op een andere manier gekozen zouden worden. De zaak laaide opnieuw op toen in Amsterdam en Rotterdam eind april, begin mei een aantal prinsgezinde vroedschapsleden en burgemeesters werden vervangen.

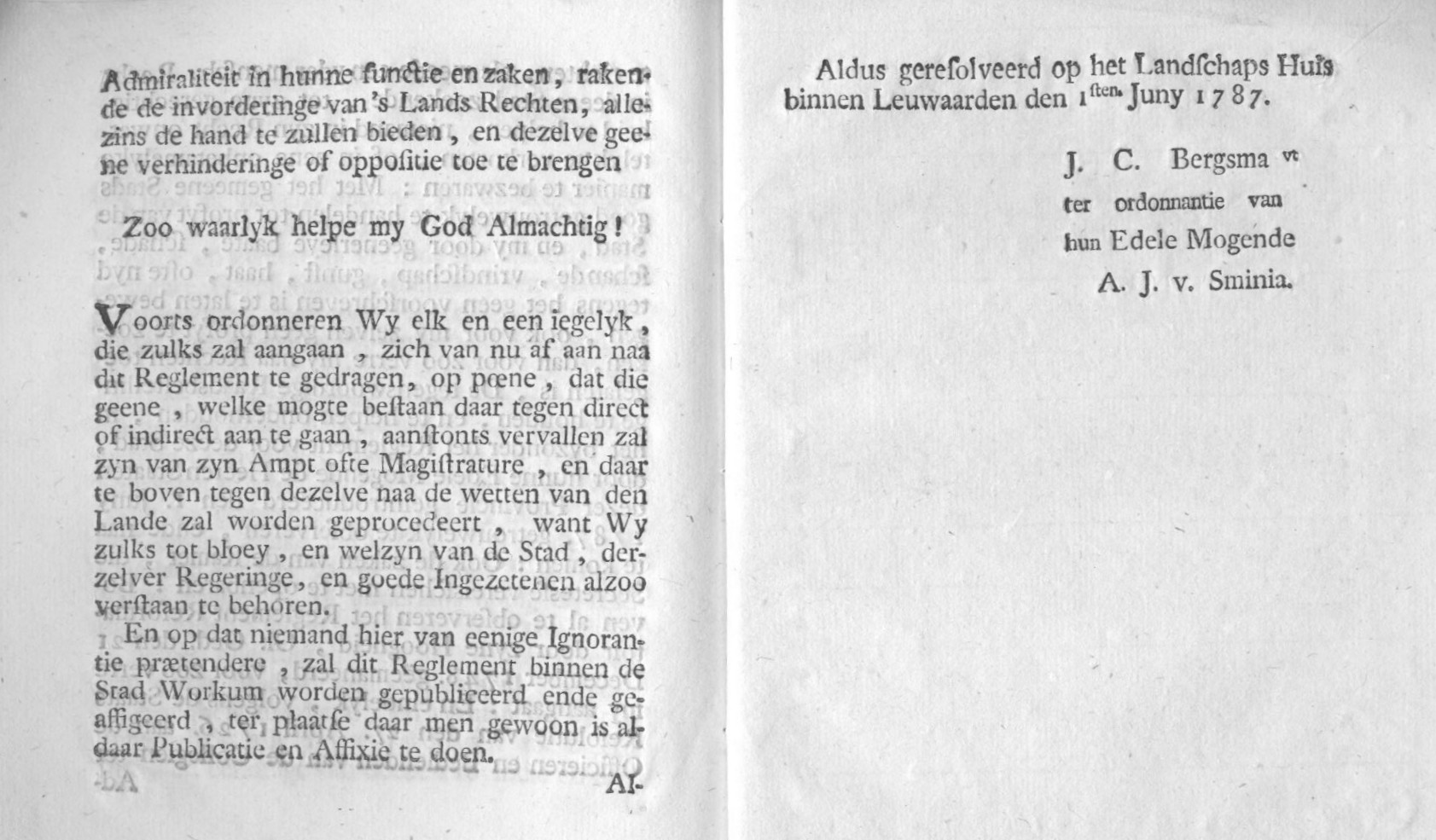
Artikel uit het stadsregeringsreglement van Workum, dd. 1 juni 1787

### Aanhouding bij Goejanverwellesluis
Begin mei 1787 is vanuit Amersfoort een poging gedaan Utrecht te heroveren. Er vielen enkele slachtoffers. o.a. bij Soestdijk. De prinses reisde enkele weken later "incognito" in twee koetsen met zestien paarden naar 's-Gravenhage, maar werd tegengehouden langs de Vlist door leden van een exercitiegenootschap uit Gouda. Het gezelschap werd onder geleide naar Goejanverwellesluis gevoerd, in afwachting van een beslissing van de Staten van Holland. Prinses Wilhelmina moest dus onverrichter zake terugkeren naar Nijmegen. Na beklag bij haar broer, de pas aangetreden koning van Pruisen, kwam die zijn zuster te hulp. Een Pruisisch leger van 20.000 man viel bij Nijmegen binnen. De troepen van de Republiek onder de Rijngraaf van Salm verlieten Utrecht bij de nadering van dit leger, maar op 17 september reed de prins onder luide toejuichingen Utrecht binnen. Op donderdag 20 september 1787 kwam hij aan in Den Haag en was de Oranjerestauratie een feit. Misschien is Prinsjesdag naar deze gebeurtenis vernoemd. Hersteld in de oude rechten nam Willem V, maar in het bijzonder zijn vrouw Wilhelmina, nu represailles tegen de patriotten. De patriotten, verbeurd verklaard van hun bezittingen en hun zetels in de vroedschap, vluchtten daarop naar Noord-Frankrijk waar zij zich schoolden in de idealen van de Franse Revolutie.

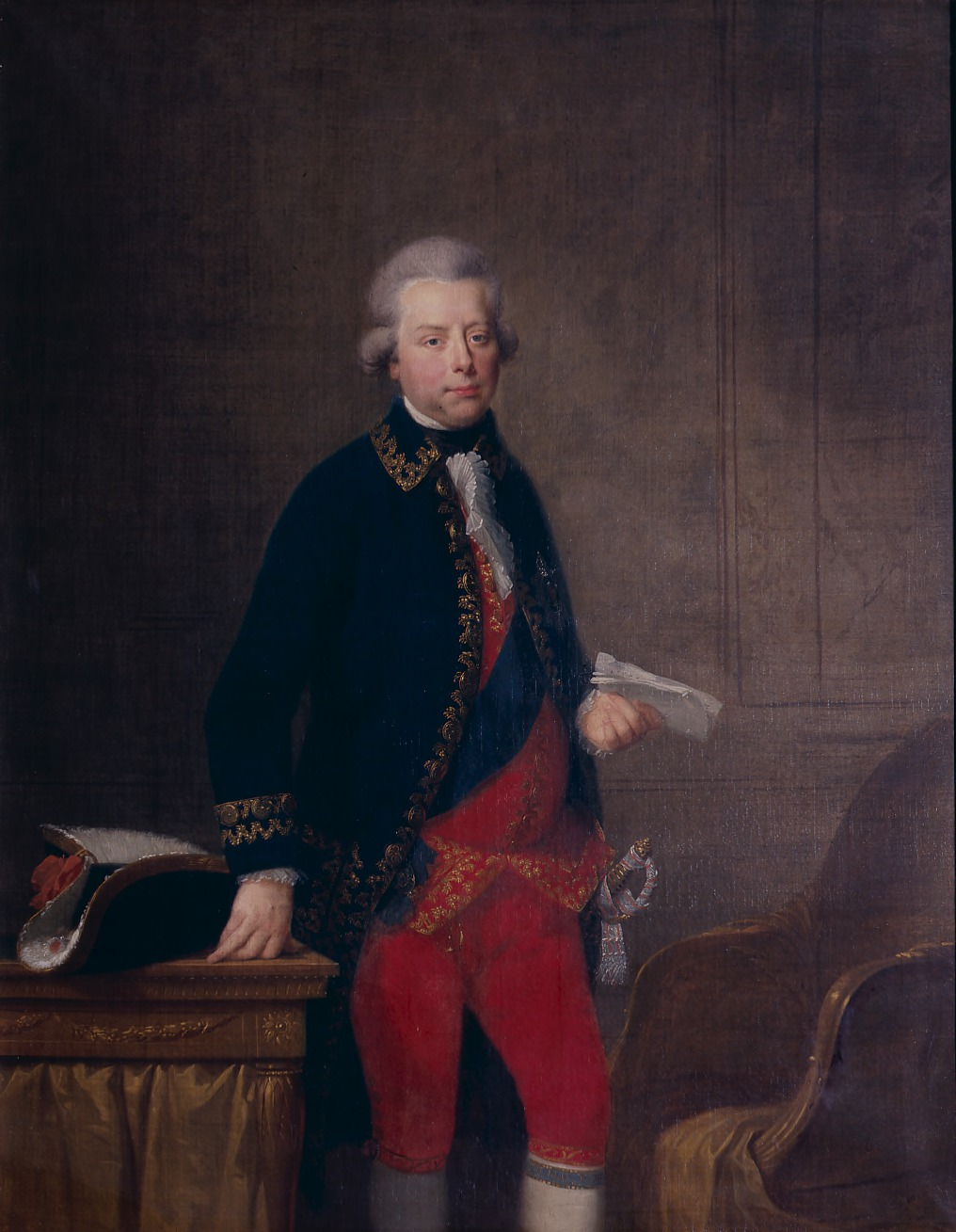
Stadhouder Willem V, omstreeks 1790

## Vlucht naar Engeland
In 1792 kreeg de Franse generaal Dumouriez opdracht om de Nederlanden binnen te vallen. Begin februari 1793 vielen Blerick en Stevensweert in handen van de Franse troepen. Hij kreeg assistentie van Daendels met ca. 2.800 manschappen en tachtig ruiters van het Bataafs Legioen. Op 17 februari vond de hoofdaanval plaats; via Breda zouden de troepen opstoten naar Dordrecht. Klundert en Bergen op Zoom vielen rond 25 februari. Willemstad kreeg een beleg te verduren van twee weken. Op 2 maart proclameerde de Conventie steun van het Franse volk aan de Bataven, maar het beleg van Maastricht door Francisco de Miranda werd op die dag opgebroken. Geertruidenberg viel op 4 maart. Breda koos op 5 maart een "Revolutionaire" gemeenteraad. Op 8 maart kreeg Dumouriez opdracht zich terug te trekken. Op 18 maart moest hij een nederlaag incasseren bij de Slag bij Neerwinden en Aldenhoven.
Op 4 november 1794 viel Maastricht alsnog, na zware bombardementen door Kléber. Op 27 december staken Franse troepen onder Pichegru de Maas over, op 10 januari 1795 de Waal. Op 15 januari trokken Pruisische en Britse troepen zich terug uit hun posities in de Betuwe en langs de Lek, en vluchtten via Apeldoorn over de grens. De Hessische troepen waren al eerder vertrokken. Op 16 januari capituleerde Utrecht, nadat de Oude Hollandse Waterlinie succesvol was omzeild door de Franse troepen. De prins wilde alleen een nieuwe aanvalspoging doen als de dooi zou invallen, maar in zijn eentje had hij geen schijn van kans. Hij schreef op zondag 18 januari 1795 een afscheidsbrief aan de Staten-Generaal, gaf het bevel over aan Willem Anne de Constant Rebecque en vluchtte diezelfde dag naar Engeland. In Scheveningen lag de pink 'Johanna Hoogenraad' van rederij Michiel den Heijer  klaar om hem mee te nemen. Over de Scheveningseweg reden achttien rijtuigen met porselein, schilderijen, zilver, kunstvoorwerpen en kisten met goud naar het strand, om ingescheept te worden in vissersboten. De stadhouder, met twee zwarte bedienden in zijn gevolg, was in ballingschap.

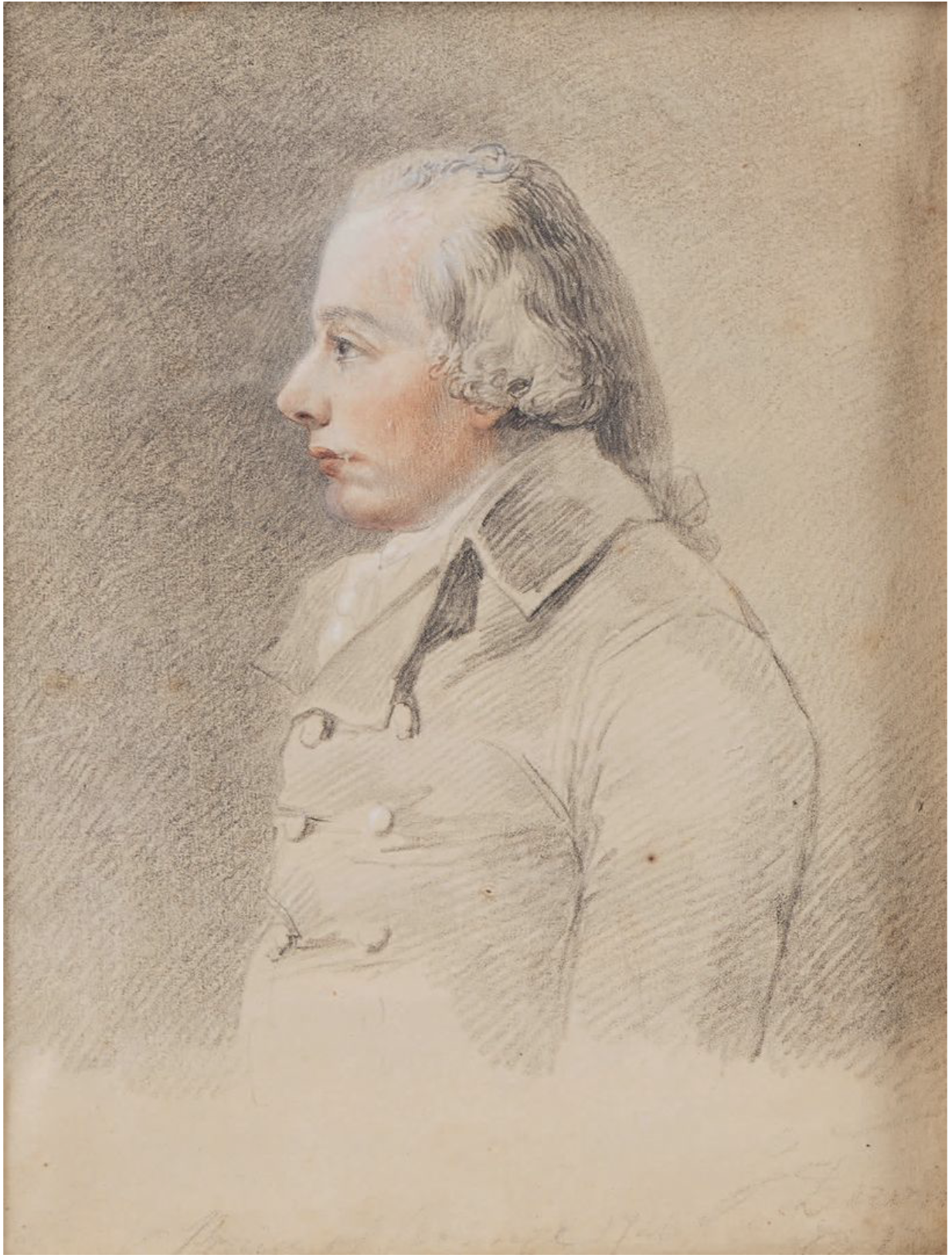
Portret van Willem V, Prins van Oranje door Peltro William Tomkins (Londen 1759 - 1840) tijdens zijn ballingschap in Engeland tussen 1795 en 1802

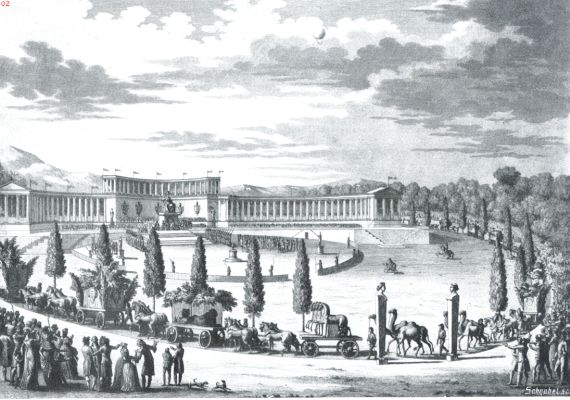
Willem erfde een verzameling dieren van zijn vader, waaronder mogelijk een collectie exotische vlinders. De intocht van de stadhouderlijke collectie dieren in 1798 op het drilveld van Parijs

## Periode na 1795
De gevluchte stadhouder nam eerst voor enkele weken zijn intrek in Kew Palace (ook wel Dutch House genoemd). Vrijwel zijn eerste actie was de uitvaardiging van de brieven van Kew (7 februari 1795). Volgens sommigen gebeurde dat op advies van de Britse premier William Pitt. Alle Hollandse koloniale bezittingen werden nu onder Britse bescherming gesteld. Hij beval de bestuurders zich over te geven aan de Britten, waarna Britse militaire bezetting zou volgen. Dit leidde tot grote woede van zijn tegenstanders in de Bataafse Republiek. Nadat Willem V deze brieven had uitgevaardigd namen de Fransen de privébezittingen van Willem in beslag. Zijn collectie dieren, waaronder de twee olifanten Hans en Parkie en enkele giraffen, werd afgevoerd naar Frankrijk.
Politiek noodgedwongen grotendeels inactief, vulde hij met zijn vrouw de dagen van zijn Engelse ballingschap met intensieve deelname aan het culturele leven in Londen, met name bestaande uit concert- en theaterbezoek; zo woonde hij in april 1795 een optreden van Joseph Haydn bij. Tot de meermalen door hen met een bezoek vereerde attracties van de hoofdstad behoorden het (net in 1793 ingerichte) panoramagebouw aan Leicester Square en Somerset House, de zetel van de Royal Academy of Arts, vanwege de jaarlijkse tentoonstellingen. Meermalen bezocht hij de bekende astronoom William Herschel in Slough. Daarnaast ondernam hij een aantal toeristische verkenningstochten over het eiland, waarover hij eveneens uitvoerig in zijn brieven aan zijn dochter Louise in Braunschweig berichtte. Die voerden hem naar onder andere Oxford, Isle of Wight, de marine-emplacementen van Woolwich en Chatham, diverse fabrieken in Birmingham en de beroemde ijzeren brug van Coalbrookdale. Vooral ging zijn belangstelling uit naar middeleeuwse kathedralen, waarvan hij er in totaal zeker vijftien bezocht, waaronder die van Canterbury, Ely, Lincoln, Salisbury en het verre York (de laatste nog kort voor zijn vertrek in oktober 1801).
Willem V verhuisde later naar Hampton Court Palace. Toen hij samen met zijn zoon, de erfprins, in augustus 1799 een proclamatie uitvaardigde waarin de Nederlanders werden opgewekt steun te geven aan de Engels-Russische landing leidde dit tot grote verontwaardiging in de Bataafse Republiek. De militaire inval mislukte. Na 1801 trok Willem Batavus zich terug op zijn Duitse buitenplaats Oranienstein bij Dietz.
In april 1806, tijdens het jaarlijkse bezoek aan zijn dochter Louise, overleed Willem V op 58-jarige leeftijd in Brunswijk en werd daar begraven.

## Vermogen
Op zijn achttiende verjaardag kreeg Willem het beheer toegewezen van de particuliere eigendommen van het Huis Oranje-Nassau. Die bestonden met name uit landgoederen en heerlijke rechten (domeinen) en bevonden zich in de Republiek, Luxemburg, de Zuidelijke Nederlanden en Duitsland, waaronder de graafschappen Buren, Vianden en Spiegelberg, de baronie van Breda en Liesveld, het markiezaat van Veere en Vlissingen, paleis Huis ten Bosch en Huis ter Nieuburch. Ook het eiland Ameland behoorde hem toe, evenals de jachtsloten Het Loo, Huis Honselaarsdijk en Soestdijk en landgoed Dieren in Gelderland. Deze bezittingen konden Willem jaarlijks bij goed beleid tot bijna een half miljoen gulden opleveren. Daarnaast ontving hij jaarlijks van de overheidsinstellingen meer dan 400.000 gulden.
In Duitsland was hij vorst van vier Nassause graafschappen en van enkele heerlijkheden die Dillenburg als regeringscentrum hadden en hem jaarlijks een inkomen van 124.000 gulden verstrekten.
Verder genoot Willem inkomsten uit beleggingen, deels bestonden die uit investeringen in overheidsleningen en in aandelen in de Bank of England. Zijn militaire functies leverden hem salaris op. Alles bij elkaar ontving Willem als stadhouder jaarlijks meer dan een miljoen gulden aan inkomsten. Willem was in de Republiek als stadhouder traditiegetrouw vrijgesteld van het betalen van belastingen, behalve voor zijn onroerende goederen. Daar stond tegenover dat hij van zijn ouders schulden had geërfd en sowieso niet in staat bleek om een balans te vinden tussen zijn inkomsten en uitgaven.
Zijn hofhouding bestond in de tijd dat hij in de Republiek vertoefde uit bijna 250 personeelsleden en een bijbehorend bestuur van enkele tientallen hofdignitarissen. Aan zijn persoonlijke uitgaven besteedde de prins van Oranje jaarlijks meestal rond de 150.000 gulden en soms minder dan 100.000 gulden. Onder deze uitgaven bevonden zich de pensioengelden voor zijn voormalig hofpersoneel en geld dat hij schonk aan politieke bondgenoten, instellingen van weldadigheid, kerken en toneelgezelschappen.
De hofcommissie besteedde jaarlijks zo'n 150.000 gulden aan personele uitgaven, meer nog aan eten en drinken. Ook ging er geld op aan feesten en ontvangsten en aan de hofkapel. Al met al gaf hij als stadhouder veel meer uit dan er binnenkwam. De tekorten vulde hij aan met geldleningen, die duurder werden toen de Republiek wegens de Franse dreiging meer geld op militair gebied begon uit te geven. Een ander gevolg daarvan was dat geldschieters zich begonnen terug te trekken. Uiteindelijk werd op alle posten bezuinigd, maar toen de Fransen aanvang 1795 een militaire overwinning niet meer kon ontgaan, was Willem in zijn zoektocht naar contant geld gedwongen om een zilveren servies te laten omsmelten. Toen hij in januari 1795 naar Engeland vluchtte nam hij 'slechts' zo'n 85.000 gulden in contanten mee.
Frankrijk confisqueerde Willems bezittingen in de Republiek, de Zuidelijke Nederlanden en Luxemburg. Op zijn in beslag genomen domeinen rustten hoge schulden en werden om die reden in 1796 door de Fransen geschonken aan de Bataafse Republiek. De inkomsten uit de Nassause graafschappen daalden door de aanhoudende Napoleontische oorlogsvoering tot onder de 100.000 gulden per jaar. Willem zag zich door het ophouden van zijn vorstelijke levensstijl opnieuw genoodzaakt om zich te ontdoen van roerende goederen, zoals het porseleinen Meissen servies met topografische afbeeldingen, een geschenk van de VOC. Willem schatte zijn verlies aan roerende goederen door de Franse inbeslagname op drie miljoen gulden. In totaal werden zijn verliezen in 1800 berekend op vijftien miljoen gulden.
In december 1801 schreef Willem V de brieven van Oranienstein, waarin hij de Bataafse Republiek als wettig erkende. Hiermee deed hij afstand van al zijn rechten als erfstadhouder en voldeed hij aan de door Napoleon Bonaparte gestelde voorwaarden voor het verkrijgen van een schadeloosstelling, in 1797 vastgelegd bij de Vrede van Campo Formio. De compensatie bestond uit de soevereiniteit over het prinsbisdom Fulda, de abdijen van Corvey, Weingarten, St. Gerold en Dietkirchen, rijksstad Dortmund en die van de proosdij Bandern in het vorstendom Liechtenstein. Willem droeg die over aan zijn oudste zoon.
Met de Bataafse Republiek werd apart overeengekomen dat die hem met een bedrag van vijf miljoen gulden schadeloos zou stellen voor alle financiële verliezen in de voormalige Republiek der Zeven Verenigde Nederlanden. Napoleon Bonaparte ging echter niet met die laatste regeling akkoord.
Het Engelse parlement gaf Willem op voorspraak van George III vanaf 1803 een jaargeld van 16.000 Engelse pond met de verplichting om daarvan de pensioengelden van zes van zijn medestanders te betalen, waardoor hij voor zichzelf 14.350 Engelse pond overhield. Tegelijkertijd besloot het parlement om zijn vrouw een bedrag van 60.000 Engelse pond ineens te schenken. Bernard Woelderink, oud-hoofdarchivaris van het huisarchief van de Oranjes en schrijver van een boek over de geschiedenis van de thesaurie van het Huis van Oranje, sluit niet uit dat niet Willem maar Wilhelmina het bedrag kreeg, omdat de parlementsleden van mening waren dat Willem niet goed met geld kon omgaan.

## Bijzetting in de Nieuwe Kerk in Delft

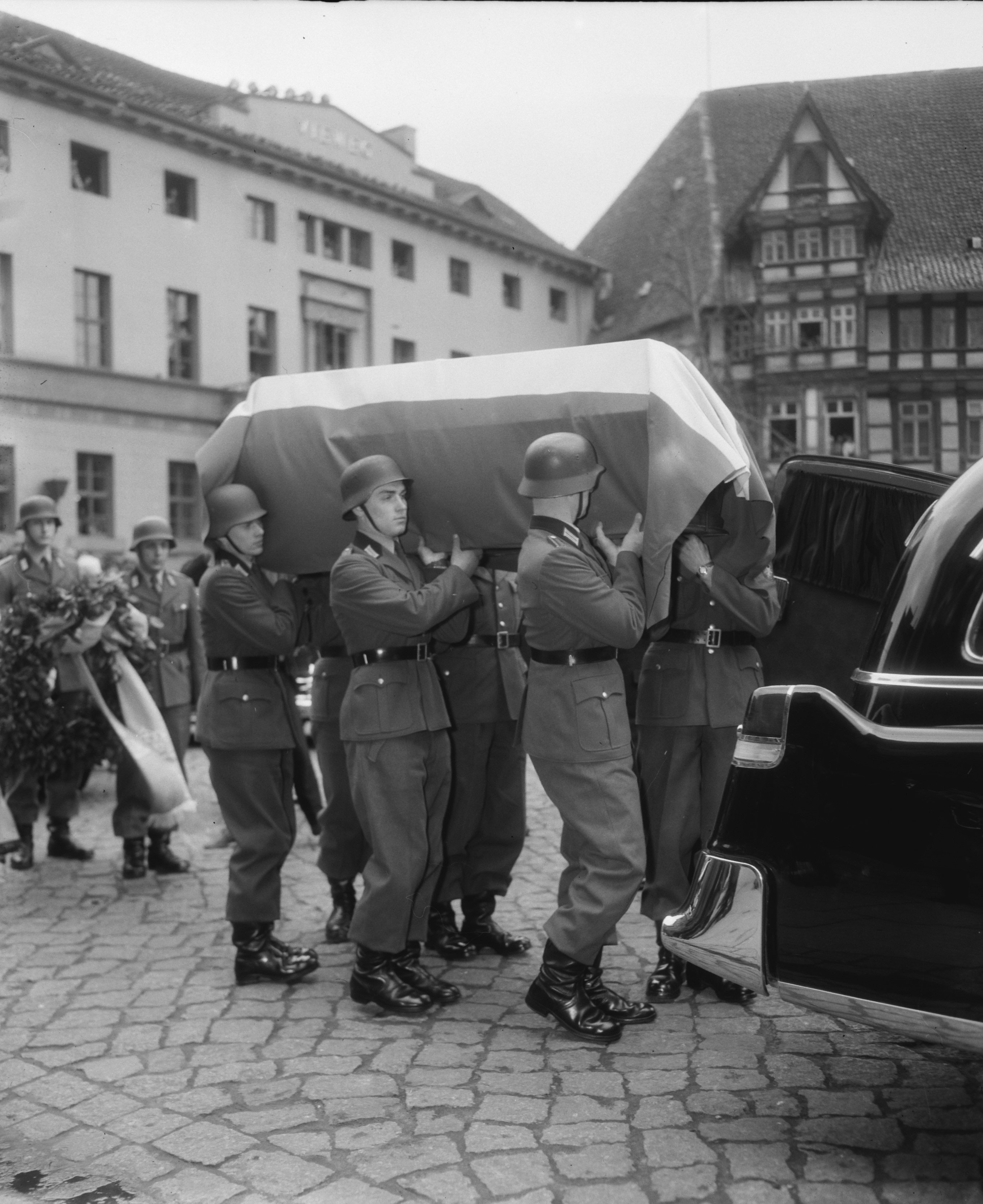
Overdracht stoffelijk overschot van Willem V in Brunswijk

In 1958 werd het gebalsemde stoffelijke overschot van Willem vanuit Brunswijk overgebracht naar Nederland en op 29 april bijgezet in de grafkelder van de Oranjes in de Nieuwe Kerk in Delft. Zijn achterachterkleinkind prinses Wilhelmina weigerde hierbij aanwezig te zijn. Naar verluidt zou de voormalige koningin hebben gezegd niet achter de baar van "een sufferd" te willen lopen.

## Kinderen
Uit het huwelijk van Willem V en Wilhelmina werden vijf kinderen geboren:
- naamloze zoon (23 maart 1769 - 24 maart 1769)
- Louise (28 november 1770 – 15 oktober 1819), gehuwd met Karel van Brunswijk-Wolfenbüttel
- naamloze zoon (geboren en overleden op 6 augustus 1771)
- Willem (24 augustus 1772 – 12 december 1843), koning der Nederlanden
- Frederik (15 februari 1774 – 6 januari 1799)

## Kwartierstaat
| Hendrik Casimir II van Nassau-Dietz (1657–1696) | Hendrik Casimir II van Nassau-Dietz (1657–1696) | Hendrik Casimir II van Nassau-Dietz (1657–1696) | Hendrik Casimir II van Nassau-Dietz (1657–1696) | Hendrik Casimir II van Nassau-Dietz (1657–1696) | Hendrik Casimir II van Nassau-Dietz (1657–1696) | Henriëtte Amalia van Anhalt-Dessau (1666−1726)  | Henriëtte Amalia van Anhalt-Dessau (1666−1726)  | Henriëtte Amalia van Anhalt-Dessau (1666−1726)  | Henriëtte Amalia van Anhalt-Dessau (1666−1726)  | Henriëtte Amalia van Anhalt-Dessau (1666−1726) | Henriëtte Amalia van Anhalt-Dessau (1666−1726) |                                         |                                         | Karel van Hessen-Kassel (1654-1730)     | Karel van Hessen-Kassel (1654-1730)     | Karel van Hessen-Kassel (1654-1730)        | Karel van Hessen-Kassel (1654-1730)        | Karel van Hessen-Kassel (1654-1730)        | Karel van Hessen-Kassel (1654-1730)        | Maria Anna van Koerland (1653–1711)        | Maria Anna van Koerland (1653–1711)        | Maria Anna van Koerland (1653–1711) | Maria Anna van Koerland (1653–1711) | Maria Anna van Koerland (1653–1711) | Maria Anna van Koerland (1653–1711) |                                    |                                    | George I van Groot-Brittannië (1660-1727) | George I van Groot-Brittannië (1660-1727) | George I van Groot-Brittannië (1660-1727) | George I van Groot-Brittannië (1660-1727) | George I van Groot-Brittannië (1660-1727)  | George I van Groot-Brittannië (1660-1727)  | Sophia Dorothea van Celle (1666–1727)      | Sophia Dorothea van Celle (1666–1727)      | Sophia Dorothea van Celle (1666–1727)      | Sophia Dorothea van Celle (1666–1727)      | Sophia Dorothea van Celle (1666–1727)  | Sophia Dorothea van Celle (1666–1727)  |                               |                               | Johan Frederik van Brandenburg-Ansbach (1654-1686) | Johan Frederik van Brandenburg-Ansbach (1654-1686) | Johan Frederik van Brandenburg-Ansbach (1654-1686) | Johan Frederik van Brandenburg-Ansbach (1654-1686) | Johan Frederik van Brandenburg-Ansbach (1654-1686) | Johan Frederik van Brandenburg-Ansbach (1654-1686) | Eleonora Erdmuthe Louisa van Saksen-Eisenach (1662-1696) | Eleonora Erdmuthe Louisa van Saksen-Eisenach (1662-1696) | Eleonora Erdmuthe Louisa van Saksen-Eisenach (1662-1696) | Eleonora Erdmuthe Louisa van Saksen-Eisenach (1662-1696) | Eleonora Erdmuthe Louisa van Saksen-Eisenach (1662-1696) | Eleonora Erdmuthe Louisa van Saksen-Eisenach (1662-1696) |  |  |  |  |  |  |  |  |  |  |  |  |  |  |  |  |  |  |  |  |  |  |  |  |  |  |  |  |  |  |  |  |  |  |  |  |  |  |  |  |  |  |  |  |  |  |  |  |
| Hendrik Casimir II van Nassau-Dietz (1657–1696) | Hendrik Casimir II van Nassau-Dietz (1657–1696) | Hendrik Casimir II van Nassau-Dietz (1657–1696) | Hendrik Casimir II van Nassau-Dietz (1657–1696) | Hendrik Casimir II van Nassau-Dietz (1657–1696) | Hendrik Casimir II van Nassau-Dietz (1657–1696) | Henriëtte Amalia van Anhalt-Dessau (1666−1726)  | Henriëtte Amalia van Anhalt-Dessau (1666−1726)  | Henriëtte Amalia van Anhalt-Dessau (1666−1726)  | Henriëtte Amalia van Anhalt-Dessau (1666−1726)  | Henriëtte Amalia van Anhalt-Dessau (1666−1726) | Henriëtte Amalia van Anhalt-Dessau (1666−1726) |                                         |                                         | Karel van Hessen-Kassel (1654-1730)     | Karel van Hessen-Kassel (1654-1730)     | Karel van Hessen-Kassel (1654-1730)        | Karel van Hessen-Kassel (1654-1730)        | Karel van Hessen-Kassel (1654-1730)        | Karel van Hessen-Kassel (1654-1730)        | Maria Anna van Koerland (1653–1711)        | Maria Anna van Koerland (1653–1711)        | Maria Anna van Koerland (1653–1711) | Maria Anna van Koerland (1653–1711) | Maria Anna van Koerland (1653–1711) | Maria Anna van Koerland (1653–1711) |                                    |                                    | George I van Groot-Brittannië (1660-1727) | George I van Groot-Brittannië (1660-1727) | George I van Groot-Brittannië (1660-1727) | George I van Groot-Brittannië (1660-1727) | George I van Groot-Brittannië (1660-1727)  | George I van Groot-Brittannië (1660-1727)  | Sophia Dorothea van Celle (1666–1727)      | Sophia Dorothea van Celle (1666–1727)      | Sophia Dorothea van Celle (1666–1727)      | Sophia Dorothea van Celle (1666–1727)      | Sophia Dorothea van Celle (1666–1727)  | Sophia Dorothea van Celle (1666–1727)  |                               |                               | Johan Frederik van Brandenburg-Ansbach (1654-1686) | Johan Frederik van Brandenburg-Ansbach (1654-1686) | Johan Frederik van Brandenburg-Ansbach (1654-1686) | Johan Frederik van Brandenburg-Ansbach (1654-1686) | Johan Frederik van Brandenburg-Ansbach (1654-1686) | Johan Frederik van Brandenburg-Ansbach (1654-1686) | Eleonora Erdmuthe Louisa van Saksen-Eisenach (1662-1696) | Eleonora Erdmuthe Louisa van Saksen-Eisenach (1662-1696) | Eleonora Erdmuthe Louisa van Saksen-Eisenach (1662-1696) | Eleonora Erdmuthe Louisa van Saksen-Eisenach (1662-1696) | Eleonora Erdmuthe Louisa van Saksen-Eisenach (1662-1696) | Eleonora Erdmuthe Louisa van Saksen-Eisenach (1662-1696) |  |  |  |  |  |  |  |  |  |  |  |  |  |  |  |  |  |  |  |  |  |  |  |  |  |  |  |  |  |  |  |  |  |  |  |  |  |  |  |  |  |  |  |  |  |  |  |  |
|                                                 |                                                 |                                                 |                                                 |                                                 |                                                 |                                                 |                                                 |                                                 |                                                 |                                                |                                                |                                         |                                         |                                         |                                         |                                            |                                            |                                            |                                            |                                            |                                            |                                     |                                     |                                     |                                     |                                    |                                    |                                           |                                           |                                           |                                           |                                            |                                            |                                            |                                            |                                            |                                            |                                        |                                        |                               |                               |                                                    |                                                    |                                                    |                                                    |                                                    |                                                    |                                                          |                                                          |                                                          |                                                          |                                                          |                                                          |  |  |  |  |  |  |  |  |  |  |  |  |  |  |  |  |  |  |  |  |  |  |  |  |  |  |  |  |  |  |  |  |  |  |  |  |  |  |  |  |  |  |  |  |  |  |  |  |
|                                                 |                                                 |                                                 |                                                 | Johan Willem Friso van Nassau-Dietz (1687–1711) | Johan Willem Friso van Nassau-Dietz (1687–1711) | Johan Willem Friso van Nassau-Dietz (1687–1711) | Johan Willem Friso van Nassau-Dietz (1687–1711) | Johan Willem Friso van Nassau-Dietz (1687–1711) | Johan Willem Friso van Nassau-Dietz (1687–1711) |                                                |                                                |                                         |                                         |                                         |                                         | Maria Louise van Hessen-Kassel (1688-1765) | Maria Louise van Hessen-Kassel (1688-1765) | Maria Louise van Hessen-Kassel (1688-1765) | Maria Louise van Hessen-Kassel (1688-1765) | Maria Louise van Hessen-Kassel (1688-1765) | Maria Louise van Hessen-Kassel (1688-1765) |                                     |                                     |                                     |                                     |                                    |                                    |                                           |                                           |                                           |                                           | George II van Groot-Brittannië (1683-1760) | George II van Groot-Brittannië (1683-1760) | George II van Groot-Brittannië (1683-1760) | George II van Groot-Brittannië (1683-1760) | George II van Groot-Brittannië (1683-1760) | George II van Groot-Brittannië (1683-1760) |                                        |                                        |                               |                               |                                                    |                                                    | Caroline van Brandenburg-Ansbach (1683-1737)       | Caroline van Brandenburg-Ansbach (1683-1737)       | Caroline van Brandenburg-Ansbach (1683-1737)       | Caroline van Brandenburg-Ansbach (1683-1737)       | Caroline van Brandenburg-Ansbach (1683-1737)             | Caroline van Brandenburg-Ansbach (1683-1737)             |                                                          |                                                          |                                                          |                                                          |  |  |  |  |  |  |  |  |  |  |  |  |  |  |  |  |  |  |  |  |  |  |  |  |  |  |  |  |  |  |  |  |  |  |  |  |  |  |  |  |  |  |  |  |  |  |  |  |
|                                                 |                                                 |                                                 |                                                 | Johan Willem Friso van Nassau-Dietz (1687–1711) | Johan Willem Friso van Nassau-Dietz (1687–1711) | Johan Willem Friso van Nassau-Dietz (1687–1711) | Johan Willem Friso van Nassau-Dietz (1687–1711) | Johan Willem Friso van Nassau-Dietz (1687–1711) | Johan Willem Friso van Nassau-Dietz (1687–1711) |                                                |                                                |                                         |                                         |                                         |                                         | Maria Louise van Hessen-Kassel (1688-1765) | Maria Louise van Hessen-Kassel (1688-1765) | Maria Louise van Hessen-Kassel (1688-1765) | Maria Louise van Hessen-Kassel (1688-1765) | Maria Louise van Hessen-Kassel (1688-1765) | Maria Louise van Hessen-Kassel (1688-1765) |                                     |                                     |                                     |                                     |                                    |                                    |                                           |                                           |                                           |                                           | George II van Groot-Brittannië (1683-1760) | George II van Groot-Brittannië (1683-1760) | George II van Groot-Brittannië (1683-1760) | George II van Groot-Brittannië (1683-1760) | George II van Groot-Brittannië (1683-1760) | George II van Groot-Brittannië (1683-1760) |                                        |                                        |                               |                               |                                                    |                                                    | Caroline van Brandenburg-Ansbach (1683-1737)       | Caroline van Brandenburg-Ansbach (1683-1737)       | Caroline van Brandenburg-Ansbach (1683-1737)       | Caroline van Brandenburg-Ansbach (1683-1737)       | Caroline van Brandenburg-Ansbach (1683-1737)             | Caroline van Brandenburg-Ansbach (1683-1737)             |                                                          |                                                          |                                                          |                                                          |  |  |  |  |  |  |  |  |  |  |  |  |  |  |  |  |  |  |  |  |  |  |  |  |  |  |  |  |  |  |  |  |  |  |  |  |  |  |  |  |  |  |  |  |  |  |  |  |
|                                                 |                                                 |                                                 |                                                 |                                                 |                                                 |                                                 |                                                 |                                                 |                                                 | Willem IV van Oranje-Nassau (1711-1751)        | Willem IV van Oranje-Nassau (1711-1751)        | Willem IV van Oranje-Nassau (1711-1751) | Willem IV van Oranje-Nassau (1711-1751) | Willem IV van Oranje-Nassau (1711-1751) | Willem IV van Oranje-Nassau (1711-1751) |                                            |                                            |                                            |                                            |                                            |                                            |                                     |                                     |                                     |                                     |                                    |                                    |                                           |                                           |                                           |                                           |                                            |                                            |                                            |                                            |                                            |                                            | Anna van Hannover (1709-1759)          | Anna van Hannover (1709-1759)          | Anna van Hannover (1709-1759) | Anna van Hannover (1709-1759) | Anna van Hannover (1709-1759)                      | Anna van Hannover (1709-1759)                      |                                                    |                                                    |                                                    |                                                    |                                                          |                                                          |                                                          |                                                          |                                                          |                                                          |  |  |  |  |  |  |  |  |  |  |  |  |  |  |  |  |  |  |  |  |  |  |  |  |  |  |  |  |  |  |  |  |  |  |  |  |  |  |  |  |  |  |  |  |  |  |  |  |
|                                                 |                                                 |                                                 |                                                 |                                                 |                                                 |                                                 |                                                 |                                                 |                                                 | Willem IV van Oranje-Nassau (1711-1751)        | Willem IV van Oranje-Nassau (1711-1751)        | Willem IV van Oranje-Nassau (1711-1751) | Willem IV van Oranje-Nassau (1711-1751) | Willem IV van Oranje-Nassau (1711-1751) | Willem IV van Oranje-Nassau (1711-1751) |                                            |                                            |                                            |                                            |                                            |                                            |                                     |                                     |                                     |                                     |                                    |                                    |                                           |                                           |                                           |                                           |                                            |                                            |                                            |                                            |                                            |                                            | Anna van Hannover (1709-1759)          | Anna van Hannover (1709-1759)          | Anna van Hannover (1709-1759) | Anna van Hannover (1709-1759) | Anna van Hannover (1709-1759)                      | Anna van Hannover (1709-1759)                      |                                                    |                                                    |                                                    |                                                    |                                                          |                                                          |                                                          |                                                          |                                                          |                                                          |  |  |  |  |  |  |  |  |  |  |  |  |  |  |  |  |  |  |  |  |  |  |  |  |  |  |  |  |  |  |  |  |  |  |  |  |  |  |  |  |  |  |  |  |  |  |  |  |
|                                                 |                                                 |                                                 |                                                 |                                                 |                                                 |                                                 |                                                 |                                                 |                                                 |                                                |                                                |                                         |                                         |                                         |                                         |                                            |                                            |                                            |                                            |                                            |                                            |                                     |                                     |                                     |                                     |                                    |                                    |                                           |                                           |                                           |                                           |                                            |                                            |                                            |                                            |                                            |                                            |                                        |                                        |                               |                               |                                                    |                                                    |                                                    |                                                    |                                                    |                                                    |                                                          |                                                          |                                                          |                                                          |                                                          |                                                          |  |  |  |  |  |  |  |  |  |  |  |  |  |  |  |  |  |  |  |  |  |  |  |  |  |  |  |  |  |  |  |  |  |  |  |  |  |  |  |  |  |  |  |  |  |  |  |  |
|                                                 |                                                 |                                                 |                                                 |                                                 |                                                 |                                                 |                                                 |                                                 |                                                 |                                                |                                                |                                         |                                         |                                         |                                         |                                            |                                            |                                            |                                            |                                            |                                            |                                     |                                     |                                     |                                     |                                    |                                    |                                           |                                           |                                           |                                           |                                            |                                            |                                            |                                            |                                            |                                            |                                        |                                        |                               |                               |                                                    |                                                    |                                                    |                                                    |                                                    |                                                    |                                                          |                                                          |                                                          |                                                          |                                                          |                                                          |  |  |  |  |  |  |  |  |  |  |  |  |  |  |  |  |  |  |  |  |  |  |  |  |  |  |  |  |  |  |  |  |  |  |  |  |  |  |  |  |  |  |  |  |  |  |  |  |
|                                                 |                                                 |                                                 |                                                 |                                                 |                                                 |                                                 |                                                 |                                                 |                                                 |                                                |                                                |                                         |                                         | Carolina van Oranje-Nassau (1743–1787)  | Carolina van Oranje-Nassau (1743–1787)  | Carolina van Oranje-Nassau (1743–1787)     | Carolina van Oranje-Nassau (1743–1787)     | Carolina van Oranje-Nassau (1743–1787)     | Carolina van Oranje-Nassau (1743–1787)     |                                            |                                            |                                     |                                     | Anna van Oranje-Nassau (1746–1746)  | Anna van Oranje-Nassau (1746–1746)  | Anna van Oranje-Nassau (1746–1746) | Anna van Oranje-Nassau (1746–1746) | Anna van Oranje-Nassau (1746–1746)        | Anna van Oranje-Nassau (1746–1746)        |                                           |                                           |                                            |                                            | Willem V van Oranje-Nassau (1748–1806)     | Willem V van Oranje-Nassau (1748–1806)     | Willem V van Oranje-Nassau (1748–1806)     | Willem V van Oranje-Nassau (1748–1806)     | Willem V van Oranje-Nassau (1748–1806) | Willem V van Oranje-Nassau (1748–1806) |                               |                               |                                                    |                                                    |                                                    |                                                    |                                                    |                                                    |                                                          |                                                          |                                                          |                                                          |                                                          |                                                          |  |  |  |  |  |  |  |  |  |  |  |  |  |  |  |  |  |  |  |  |  |  |  |  |  |  |  |  |  |  |  |  |  |  |  |  |  |  |  |  |  |  |  |  |  |  |  |  |